# Lastras de Cuéllar
Lastras de Cuéllar ist ein Ort und eine Gemeinde (municipio) mit 307 Einwohnern (Stand: 2024) in der zentralspanischen Provinz Segovia in der Autonomen Region Kastilien-León. 

## Lage und Klima
Lastras de Cuéllar liegt in der kastilischen Meseta in ca. 900 m Höhe ungefähr 55 Kilometer (Fahrtstrecke) nördlich der Provinzhauptstadt Segovia. Das Klima ist gemäßigt bis warm; Regen (ca. 597 mm/Jahr) fällt mit Ausnahme der trockenen Sommermonate übers Jahr verteilt.

## Bevölkerungsentwicklung
| Jahr      | 1970 | 1981 | 1991 | 2001 | 2011 | 2021 |
| Einwohner | 971  | 685  | 609  | 553  | 457  | 335  |

## Sehenswürdigkeiten
- Magdalenenkirche

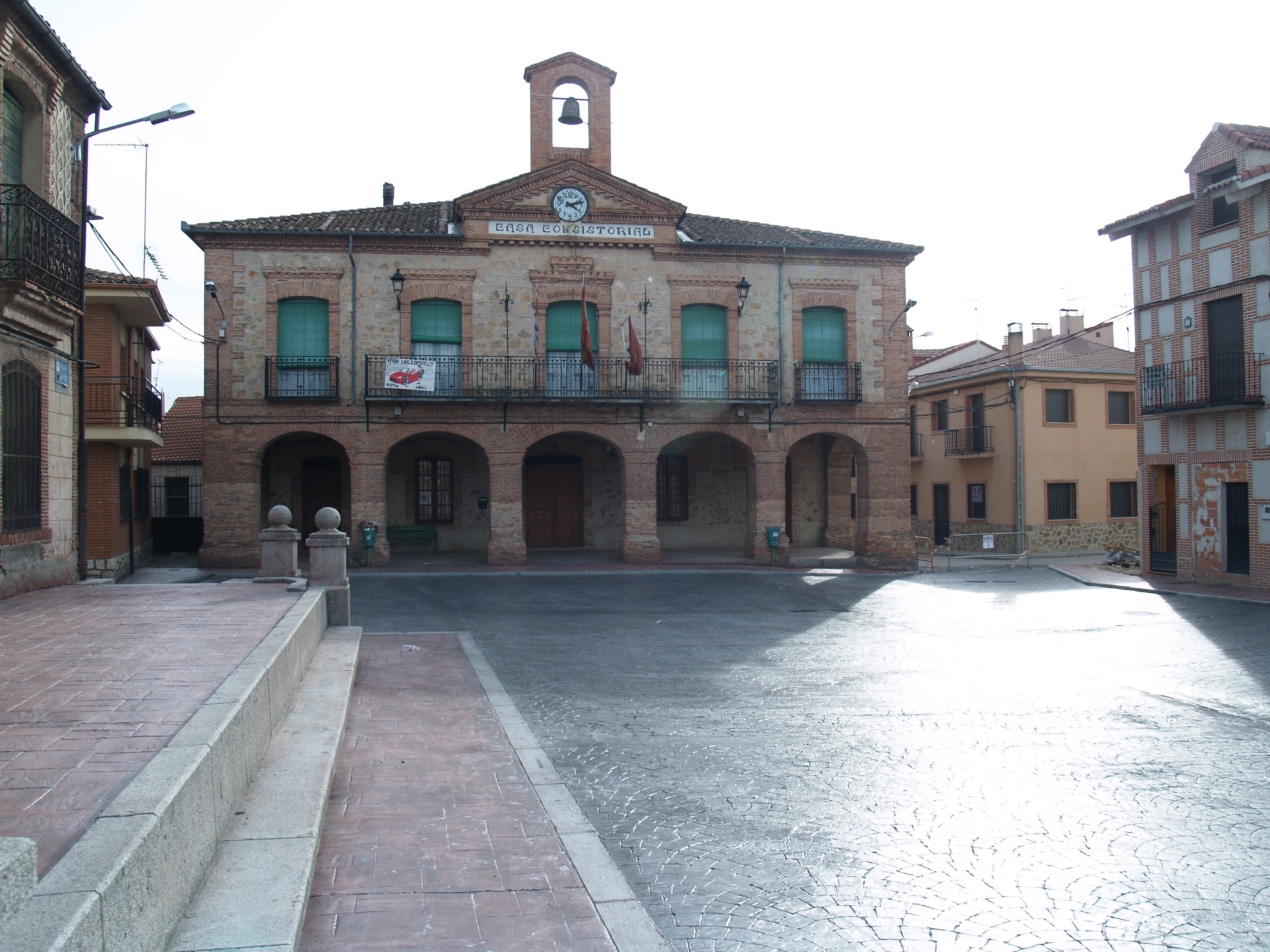
Rathaus